# Electric Eye
Electric Eye är en DVD utgiven av Judas Priest 2003. Den släpptes i mitten av november 2003 i England, Europa och Australien och den 9 december 2003 i USA och Kanada. Den var den första produkten som släpptes efter att Rob Halfords återförenades med gruppen 2003.
Dvd:n är en samling av Judas Priests mest framgångsrika låtar. Den innehåller livevideor och musikvideor från deras karriär, från Rocka Rolla till Painkiller.

## Musikvideor
1. Living After Midnight
2. Breaking the Law
3. Don't Go
4. Heading Out to the Highway
5. Hot Rocking
6. You've Got Another Thing Coming
7. Freewheel Burning
8. Love Bites
9. Locked In
10. Turbo Lover
11. Johnny B. Goode
12. Painkiller
13. A Touch of Evil

## Priest...Live
Filmad i Dallas, Texas, under "Fuel for Life" år 1986
1. Out in the Cold
2. Locked In
3. Heading Out to the Highway
4. Breaking the Law
5. Love Bites
6. Some Heads are Gonna Roll
7. Sentinel
8. Private Property
9. Desert Plains
10. Rock You All Around the World
11. The Hellion/Electric Eye
12. Turbo Lover
13. Freewheel Burning
14. Green Manalish (With the Two-Pronged Crown)
15. Parental Guidance
16. Living After Midnight
17. You've Got Another Thing Coming
18. Hell Bent for Leather
19. Metal Gods

## Övrigt
Dvd:n innehåller även sex TV-inspelningar från BBC:s arkiv
1. Rocka Rolla i Old Grey Whistle Test 25 april 1975
2. Dreamer Deciever i Old Grey Whistle Test 25 april 1975
3. Take On the World i Top of the Pops 25 januari 1979
4. Evening Star i Top of the Pops 17 maj 1979
5. Living After Midnight i Top of the Pops 27 mars 1980
6. United i Top of the Pops 28 augusti 1980